# 希爾滕格拉本河 (魏迪希斯格拉本河支流)
50°06′57″N 10°57′54″E / 50.115896°N 10.964885°E
希爾滕格拉本河（德語：Hirtengraben），是德國的河流，位於該國東南部，由巴伐利亞負責管轄，屬於魏迪希斯格拉本河的右支流，河道全長0.8公里，流經利希滕費爾斯縣。